# نوشیدنی قهوه قوطی

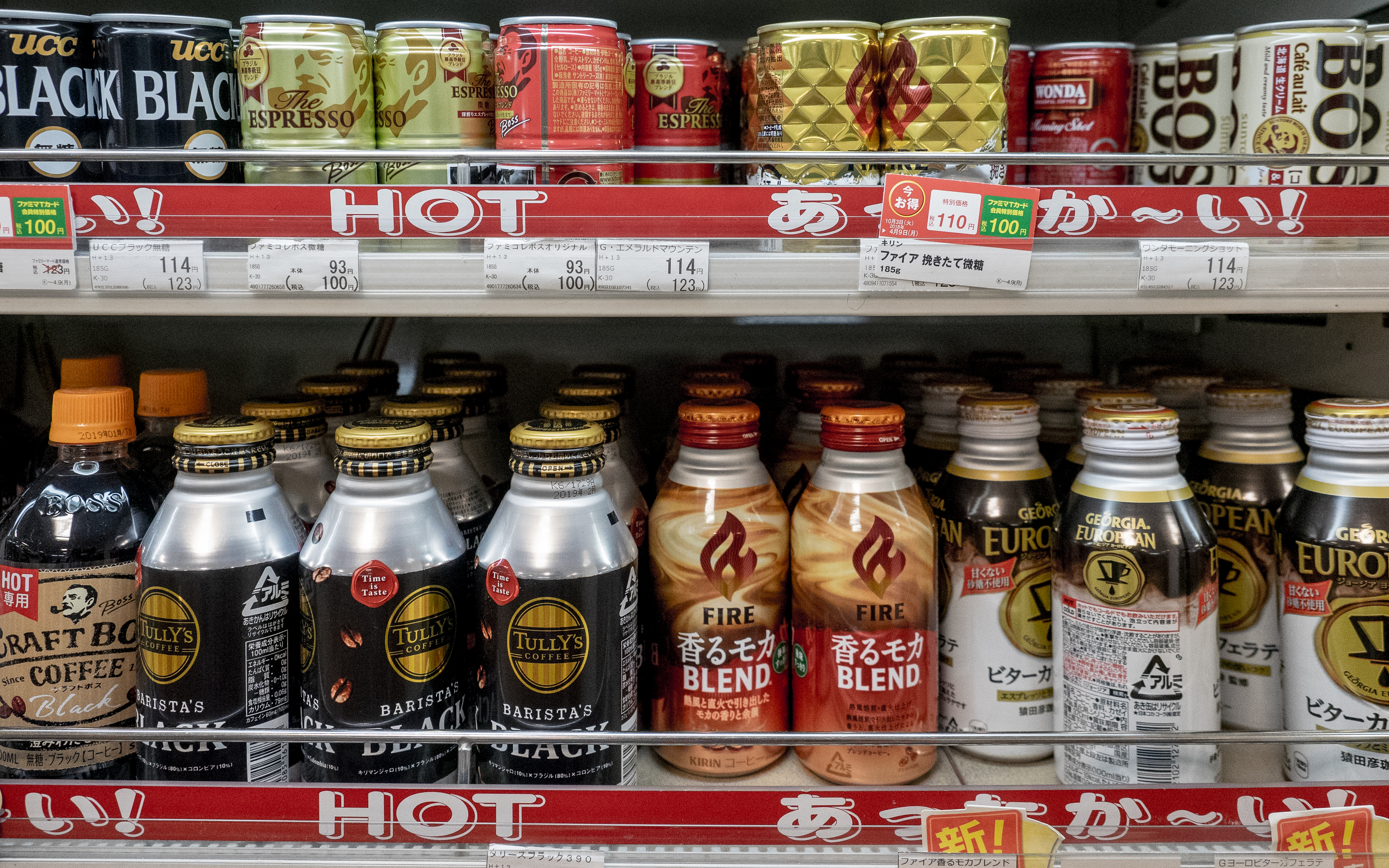
فروش انواع قوطی قهوه در فروشگاه

نوشیدنی قهوه قوطی یک نوع نوشیدنی از پیش تهیه شده است که به صورت آماده نوشیدن فروخته می‌شود. این محصول به ویژه در ژاپن، کره جنوبی و سایر نقاط آسیا محبوب است که در سبک‌های مختلف و توسط تعداد زیادی از شرکت‌ها تولید می‌شود. این نوشیدنی‌ها در سوپرمارکت‌ها و خواربارفروشی‌ها در دسترس است، تعدادی زیادی از آنها دستگاه‌های فروش قهوه فروخته می‌شود که در پاییز و زمستان نوشیدنی گرم و در ماه‌های گرم سال نوشیدنی گرم ارائه می‌دهند.